# Richard Voss
Richard Voss (Neugrape, 2 settembre 1851 – Berchtesgaden, 10 giugno 1918) è stato uno scrittore tedesco.

## Biografia
Di famiglia benestante si dedicò all'agricoltura fino a 19 anni quando viene richiamato sotto le armi per la guerra franco-prussiana del 1870-71, terminato il conflitto va a studiare lettere e filosofia a Jena ed a Monaco. Poi va a Roma e si stabilisce insieme alla moglie Melanie (già sposata Kotnmann) a Frascati presso Villa Falconieri, dove vive venticinque anni. Impara bene l'italiano e frequenta la comunità tedesca di Roma.
Torna in Germania più volte presso la sua tenuta di Berchtesgaden (Alta Baviera) e viene nominato nel 1884, dal Grand Duca di Weimar, bibliotecario del castello di Wartburg. Nelle sue opere assecondò il Kulturkampf. Il 2 aprile 1902 il Comune di Frascati gli conferì la cittadinanza onoraria. 
All'età di 67 anni morì nella sua amata tenuta di campagna a Berchtesgaden in Germania.
Diverse delle sue opere furono adattate per lo schermo fin dal 1913.

## Opere
- Visioni di un patriota tedesco
- Unfehlbar (1874)
- Savonarola (1878)
- Magda (1879)
- La bionda caterina
- Die Patrizierin (1881)
- Luigia Sanfelice (1882)
- San Sebastian (1883)
- Alexandra (1888)
- Eva (1889)
- Colpevole (1892)
- Villa Falconieri (1896)
- Un dramma di re (1903)
- La casa dei Grimani (1917)
- Messalina
- Racconti dei villaggi romani
- La nuova Circe
- La Sabina
- Figli del sud
- Al tempo dei Borgia
- Dal mio diario romano
- Italia mia
- Febbre Romana
- Il monaco di Berchtesgaden (racconto)
- Il figlio della Volsca (1885)
- Samum (1905)

## Filmografia
- Assolto, regia di Johannes Meyer (1928)
- Zwei Menschen, regia di Erich Waschneck - romanzo (1930)